# Завадский, Владимир Борисович
Владимир Борисович Завадский (род. 1947, посёлок Печенга, Мурманской области) — заслуженный артист Российской Федерации, профессор Уральской государственной консерватории им. М. П. Мусоргского, заведующий кафедрой хорового дирижирования.

## Биография
Окончил отделение народных инструментов Свердловского музыкального училища им. П. И. Чайковского. Занимался дирижированием у Г. И. Кондрашева.
В 1976 году поступил на факультет хорового дирижирования Уральской консерватории им. М. П. Мусоргского, занимался в классе М. Н. Глаголевой. Его преподавателями были В. А. Глаголев, Т. С. Матвеева, Г. П. Рогожникова.
В 1972 году стал преподавать в музыкальном училище им. П. И. Чайковского.
В 1975 году стал внештатным методистом центра по художественному образованию Министерства культуры Свердловской области. Председатель ГАК Пермского института культуры, Челябинского института музыки, Уральского государственного педагогического университета.
В 1977—1992 годах был руководителем учебного хора. В 1979 году он стал выпускником ассистентуры-стажировки Уральской консерватории под руководством Г. П. Рогожниковой. В 1987 году стал преподавателем Уральской консерватории, преподавал хоровое дирижирование, чтение хоровых партитур, хоровой класс. В 1990 году Владимир Завадский стал главой кафедры хорового дирижирования.
Был руководителем студенческого оркестра Уральской консерватории. В 1998 году его утвердили в звании доцента, в 2007 году стал профессором. Заслуженный артист Российской Федерации.
Из его учеников, больше 70 человек стали дирижерами-хормейстрами. Был руководителем сводного хора детских музыкальных школ Свердловска.
Был в жюри V Всероссийского конкурса хоровой музыки «Екатеринбургская весна», также был в составе жюри регионального конкурса-фестиваля детских и юношеских хоровых коллективов «Хоровая весна», который был посвящен 65-летию Победы в Великой Отечественной войне..
Состоит в Ученом Совете Уральской консерватории. Декан факультета вокально-хорового искусства, музыковедения, композиции и музыкальной звукорежиссуры.
Как руководитель студенческого хора уральской консерватории, активно развивал ее концертную деятельность, хор сотрудничал с Уральским молодежным оркестром, Симфоническим оркестром Уральской консерватории, Уральским филармоническим оркестром. За годы его руководства, хор подготовил и исполнил множество программ, среди них «Реквием» В. Моцарта, «Gloria» и «Stabat Mater» Ф. Пуленка, «Пушкинский венок» Г. Свиридова, «Курские песни», «Поэма памяти С. Есенина», «Всенощное бдение» и «Колокола» С. Рахманинова, «Немецкий реквием» И. Брамса, «Вторая симфония» Г. Малера.
Председатель IV городского открытого конкурса детских и юношеских хоровых коллективов и вокальных ансамблей, который состоялся 11-12 апреля 2014 года в городе Сургуте и II вокально-хорового детского конкурса «Радуга творчества», который прошел 9 апреля 2017 года в МБУК «Сысертский городской центр досуга имени И. П. Романенко».